# Altkirch
Altkirch (prononcé [altkirç] ou [altkirʃ]  ; signifie vieille église en allemand) est une commune française située dans l'aire d'attraction de Mulhouse et faisant partie de la Collectivité européenne d'Alsace (circonscription administrative du Haut-Rhin), en région Grand Est.
De statut administratif de sous-préfecture, capitale du Sundgau, elle est située dans la région historique et culturelle d'Alsace.

## Géographie

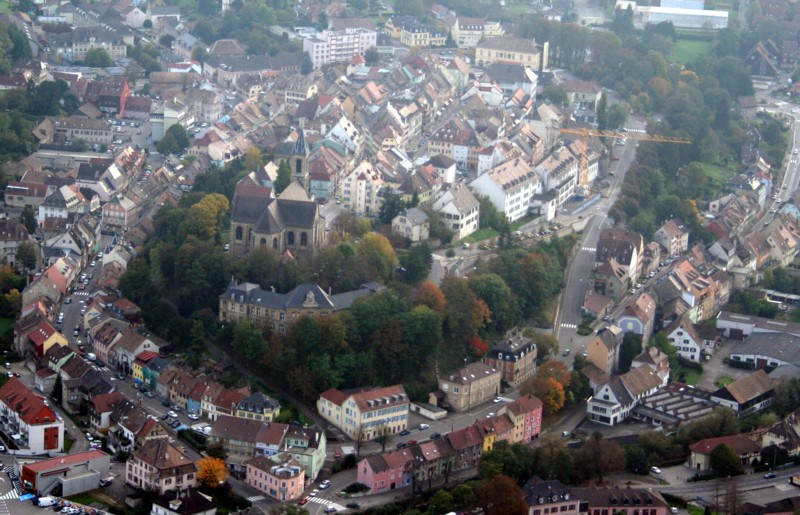
Vue du ciel.

La ville d'Altkirch est située au sud de l'Alsace, à proximité de la Suisse, de l'Allemagne et de la porte de Bourgogne.

### Géologie et relief
Elle est entourée de forêts et de collines fertiles adossées aux contreforts du Jura alsacien.
Le territoire communal repose sur le bassin houiller stéphanien sous-vosgien.

### Hydrographie
La commune est dans le bassin versant du Rhin au sein du bassin Rhin-Meuse. Elle est drainée par l'Ill, le Thalbach, le Krebsbaechel et le Zipfelgraben,,.
L'Ill, d'une longueur de 217 km, prend sa source dans la commune de Winkel et se jette  dans le Grand Canal d'Alsace à Offendorf, après avoir traversé 68 communes. Les caractéristiques hydrologiques de l'Ill sont données par la station hydrologique située sur la commune. Le débit moyen mensuel est de 2,37 m3/s. Le débit moyen journalier maximum est de 71,6 m3/s, atteint lors de la crue du 25 mai 1983. Le débit instantané maximal est quant à lui de 93,5 m3/s, atteint le même jour.
Le Thalbach, d'une longueur de 21 km, prend sa source dans la commune de Folgensbourg et se jette  dans l'Ill à Walheim, après avoir traversé 15 communes.

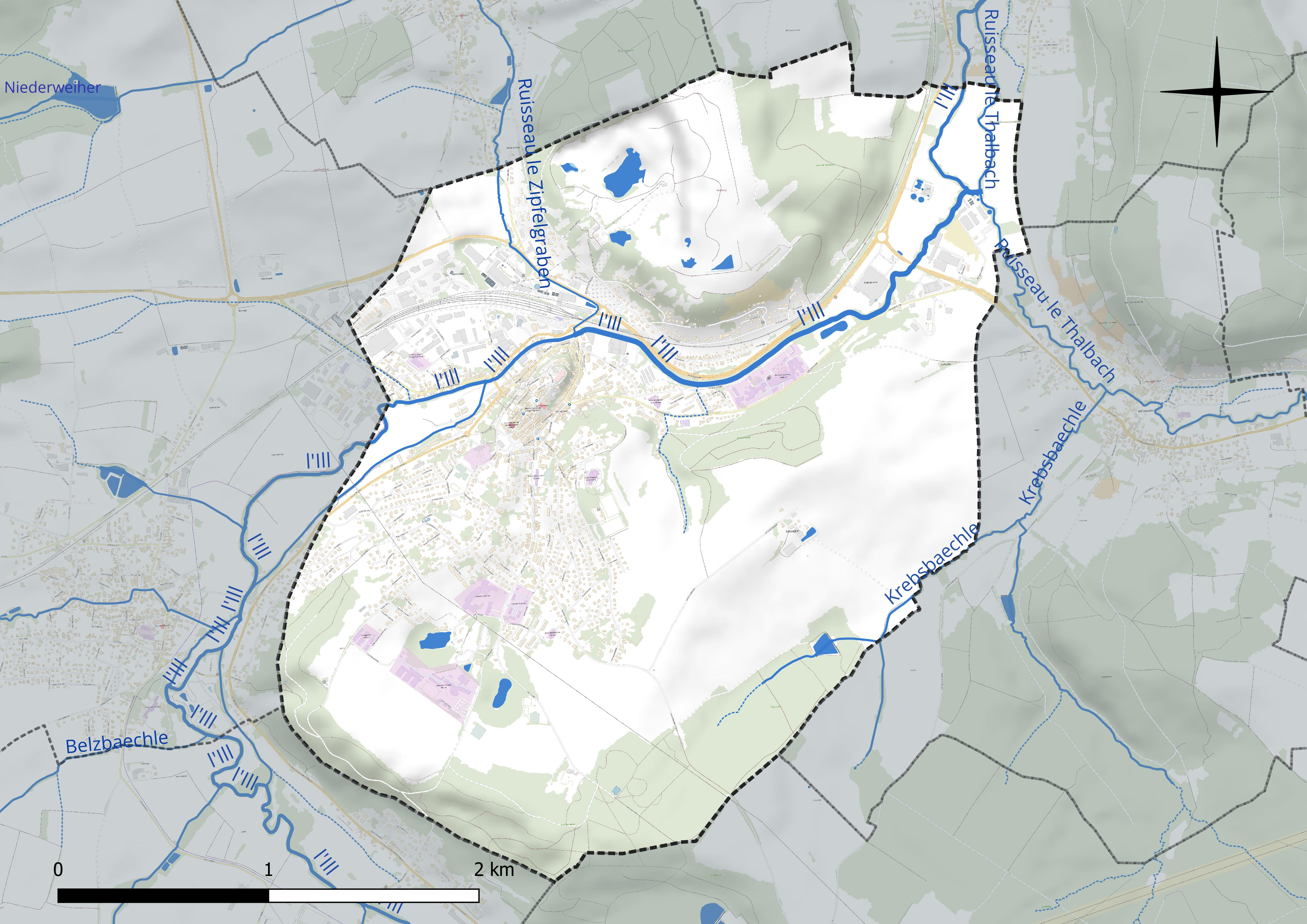
Réseau hydrographique d'Altkirch.

### Climat
Pour des articles plus généraux, voir Climat du Grand Est et Climat du Haut-Rhin.
En 2010, le climat de la commune est de type climat des marges montargnardes, selon une étude du Centre national de la recherche scientifique s'appuyant sur une série de données couvrant la période 1971-2000. En 2020, Météo-France publie une typologie des climats de la France métropolitaine dans laquelle la commune est exposée à un climat semi-continental et est dans la région climatique Vosges, caractérisée par une pluviométrie très élevée (1 500 à 2 000 mm/an) en toutes saisons et un hiver rude (moins de 1 °C).
Pour la période 1971-2000, la température annuelle moyenne est de 10 °C, avec une amplitude thermique annuelle de 17,7 °C. Le cumul annuel moyen de précipitations est de 930 mm, avec 9,6 jours de précipitations en janvier et 9,4 jours en juillet. Pour la période 1991-2020, la température moyenne annuelle observée sur la station météorologique de Météo-France la plus proche, « Carspach », sur la commune de Carspach à 2 km à vol d'oiseau, est de 11,0 °C et le cumul annuel moyen de précipitations est de 827,7 mm. 
La température maximale relevée sur cette station est de 38,1 °C, atteinte le 4 août 2022 ; la température minimale est de −17,7 °C, atteinte le 5 février 2012,,.
| Mois                                  | jan.           | fév.           | mars           | avril         | mai           | juin         | jui.         | août          | sep.          | oct.          | nov.           | déc.           | année      |
| ------------------------------------- | -------------- | -------------- | -------------- | ------------- | ------------- | ------------ | ------------ | ------------- | ------------- | ------------- | -------------- | -------------- | ---------- |
| Température minimale moyenne (°C)     | −0,5           | −0,4           | 1,9            | 5,5           | 9,2           | 12,9         | 14,2         | 13,4          | 10,3          | 6,9           | 3              | 0,1            | 6,4        |
| Température moyenne (°C)              | 2,3            | 3              | 6,4            | 11            | 14,5          | 18,5         | 20,2         | 19,3          | 15,9          | 11,5          | 6,3            | 2,9            | 11         |
| Température maximale moyenne (°C)     | 5              | 6,4            | 10,9           | 16,5          | 19,8          | 24           | 26,1         | 25,1          | 21,5          | 16,1          | 9,7            | 5,7            | 15,6       |
| Record de froid (°C) date du record   | −12,8 30.01.05 | −17,7 05.02.12 | −16,3 01.03.05 | −3,5 06.04.21 | −0,8 06.05.19 | 2,4 03.06.06 | 6,8 02.07.11 | 5,8 30.08.09  | 2,2 27.09.10  | −3,3 22.10.10 | −10,8 30.11.10 | −16,2 20.12.09 | −17,7 2012 |
| Record de chaleur (°C) date du record | 19,1 01.01.23  | 19,9 25.02.21  | 27,2 31.03.21  | 28,6 21.04.18 | 32,6 25.05.09 | 36 19.06.22  | 38 24.07.19  | 38,1 04.08.22 | 33,4 11.09.23 | 29,6 13.10.23 | 23,6 07.11.15  | 17,3 05.12.06  | 38,1 2022  |
| Précipitations (mm)                   | 60,5           | 57,8           | 53,1           | 61,6          | 81            | 75,6         | 62,3         | 93            | 64,8          | 76,6          | 60,6           | 80,8           | 827,7      |

| Diagramme climatique                                  |             |             |             |           |            |              |            |              |             |          |            |
| J                                                     | F           | M           | A           | M         | J          | J            | A          | S            | O           | N        | D          |
| 5−0,560,5                                             | 6,4−0,457,8 | 10,91,953,1 | 16,55,561,6 | 19,89,281 | 2412,975,6 | 26,114,262,3 | 25,113,493 | 21,510,364,8 | 16,16,976,6 | 9,7360,6 | 5,70,180,8 |
| Moyennes : • Temp. maxi et mini °C • Précipitation mm |             |             |             |           |            |              |            |              |             |          |            |

Les paramètres climatiques de la commune ont été estimés pour le milieu du siècle (2041-2070) selon différents scénarios d'émission de gaz à effet de serre à partir des nouvelles projections climatiques de référence DRIAS-2020. Ils sont consultables sur un site dédié publié par Météo-France en novembre 2022.

## Urbanisme

### Typologie
Au 1er janvier 2024, Altkirch est catégorisée petite ville, selon la nouvelle grille communale de densité à sept niveaux définie par l'Insee en 2022.
Elle appartient à l'unité urbaine d'Altkirch, une agglomération intra-départementale regroupant trois  communes, dont elle est ville-centre,,. Par ailleurs la commune fait partie de l'aire d'attraction de Mulhouse, dont elle est une commune de la couronne,. Cette aire, qui regroupe 132 communes, est catégorisée dans les aires de 200 000 à moins de 700 000 habitants,.

### Occupation des sols
L'occupation des sols de la commune, telle qu'elle ressort de la base de données européenne d’occupation biophysique des sols Corine Land Cover (CLC), est marquée par l'importance des territoires agricoles (41,3 % en 2018), en diminution par rapport à 1990 (49,8 %). La répartition détaillée en 2018 est la suivante : 
terres arables (29,4 %), zones urbanisées (22,5 %), forêts (20,4 %), zones agricoles hétérogènes (9,3 %), mines, décharges et chantiers (8,1 %), zones industrielles ou commerciales et réseaux de communication (7,7 %), cultures permanentes (2,6 %). L'évolution de l’occupation des sols de la commune et de ses infrastructures peut être observée sur les différentes représentations cartographiques du territoire : la carte de Cassini (XVIIIe siècle), la carte d'état-major (1820-1866) et les cartes ou photos aériennes de l'IGN pour la période actuelle (1950 à aujourd'hui).

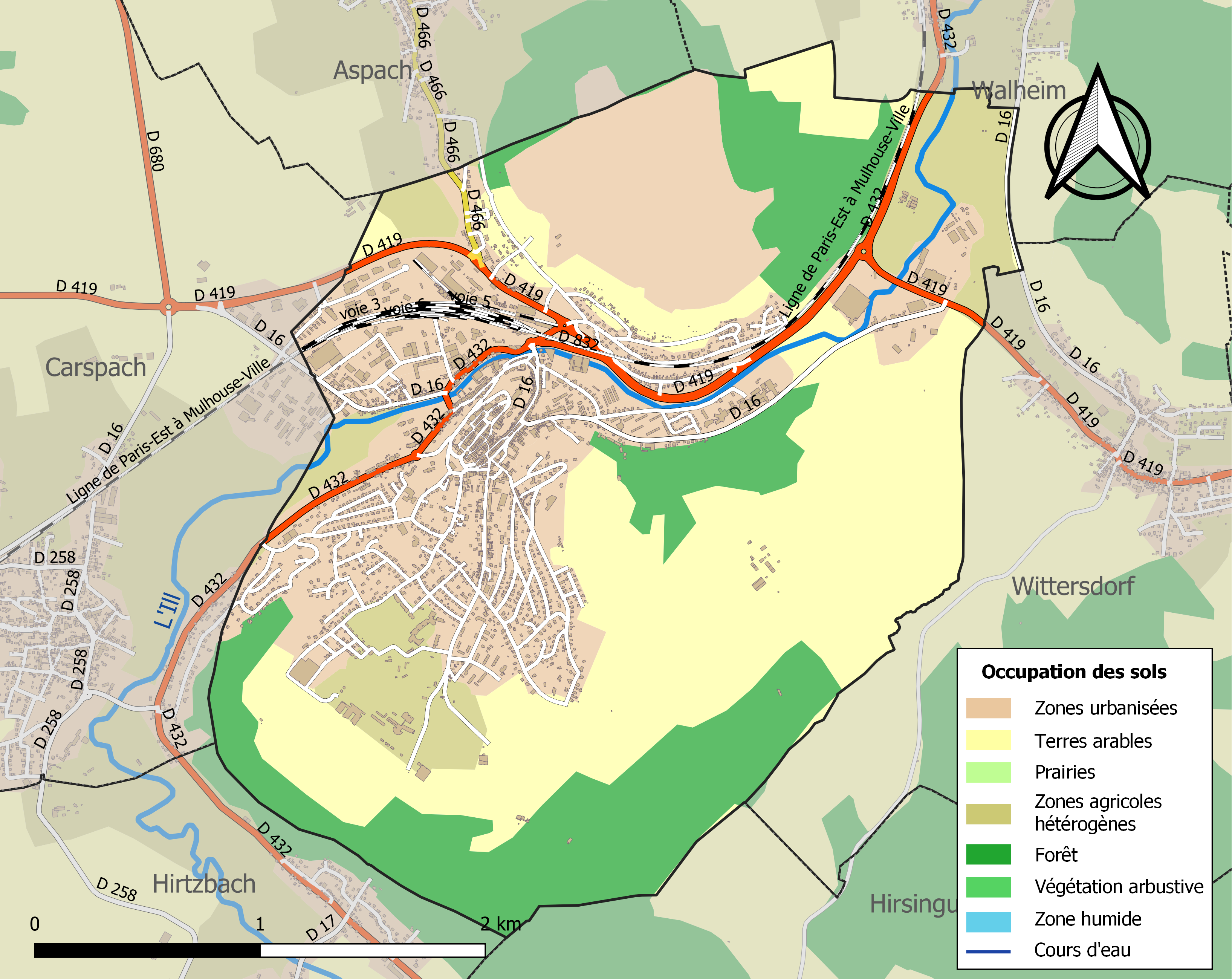
Carte des infrastructures et de l'occupation des sols de la commune en 2018 (CLC).

### Voies de communications et transports

#### Voies routières
Altkirch s'est développée près d'un carrefour de routes. Voici quelques distances la séparant de villes voisines :
- Mulhouse : 20 km ;
- Saint-Louis-Bâle : 30 km ;
- Thann et Cernay : 25 km ;
- Belfort et Montbéliard : 35–40 km ;
- Colmar : 60 km.

#### Transports en commun
- Réseau de transports en commun du Pays du Sundgau.

#### Lignes SNCF
- La voie ferrée Belfort-Mulhouse passe également à proximité et rejoint la vallée de l'Ill à Altkirch.

### Risques naturels et technologiques
Commune située en zone de sismicité moyenne,.

## Toponymie
Le nom de la localité est attesté sous la forme Aldechiarcum au XIe siècle,, Altckirch en 1102.
La première mention latinisée semble représenter une forme dialectale *Aldekiah, à moins qu'il ne s'agisse que d'une cacographie. Les deux éléments du toponyme sont clairement identifiés par les toponymistes : alt « vieux » et kirch « église »,. En fait, il s'agit d'une forme contractée de alte kirche, vieux haut allemand alta kirihha.
Toutefois, l'étymologie d'Altkirch est contestée. Alt pourrait provenir du latin altus, qui signifie « haut ».
La commune se nomme Àltkelch en alsacien, Àltkírech en alémanique.

## Histoire
Altkirch fut fondée au XIIe siècle et dépendait des comtes de Ferrette qui firent construire le prieuré Saint-Morand dépendant d'abord du chapitre canonial.
À partir de 1215, Altkirch se dote de remparts munis de tours et de 3 portes. La tour du Schlaghaus et la porte de Belfort, également appelé Vieille Porte, en sont des vestiges.
En 1589 a lieu à Altkirch le procès d’Annele Balthasar de Willer, dans le cadre de la grande Chasse aux sorcières qui, du début du quinzième siècle au début du dix-huitième, fit périr sur le bûcher des dizaines de milliers de femmes accusées de sorcellerie. Le poète alsacien Nathan Katz fait de cette histoire le récit de son poète dramatique majeur, Annele Balthasar.
En 1648, Altkirch devient française par les traités de Westphalie.
Jusqu'en 1789, les protestants étaient interdits de séjour à Altkirch et sa région. Toutefois, après la Révolution française, des industriels protestants s'installèrent avec une main d'œuvre venant principalement de Suisse et protestante.
Au début du XVIe siècle, les Juifs étaient interdits de séjour à Altkirch et dans sa région. Toutefois ils avaient le droit de passer la journée pour faire du commerce. Ensuite ils rejoignaient leur domicile principalement à Durmenach et Hégenheim.
Jusqu'en 1845, l'église d'Altkirch occupait l'emplacement de l'actuelle place de la République et le château se trouvait sur l'actuelle place de l'Église. Lors du Judenrumpel de 1848, la synagogue d'Altkirch est pillée et endommagée. Elle sera restaurée en 1850. Après l'annexion de l'Alsace par l'Allemagne, la population protestante augmente. Un temple fut alors construit en 1879.
Durant la Première Guerre mondiale, dans la matinée du 7 août 1914, l'armée française s'empare de la ville d'Altkirch et se déplace vers le nord le jour suivant, gagnant le contrôle de Mulhouse grâce à un repli stratégique des Allemands. Un odonyme local (Rue du 7-Août) rappelle cet événement.
La commune a été décorée le 2 novembre 1921 de la croix de guerre 1914-1918.
Durant la Seconde Guerre mondiale, la 1re armée française, commandée par le général de Lattre de Tassigny, forgée en Afrique et en Italie, débarquée en Provence et grossie des Forces françaises de l'intérieur, libère Altkirch le 21 novembre 1944 dans sa marche victorieuse au Rhin et au Danube.

### Histoire industrielle
Vers 1856, Emanuel Lang, Jacques Lang, Gabriel Lang et M. Bloch tous originaires de Durmenach, installent un atelier de tissage, avec 4 métiers à tisser, dans l'ancien moulin à eau de Waldighofen.
 
En 1865, la société Les Fils d'Emanuel Lang voit le jour.

En 1870, la société emploie 300 personnes et 550 métiers à tisser. Après la guerre de 1870 et l'annexion de l'Alsace par l'Allemagne, l'usine de Waldighofen ferme et la société quitte le Sundgau pour s'établir à Nancy où elle construit une importante usine.

En 1888, l'usine de Waldighofen est rouverte par Raphaël Lang qui y fait construire la cheminée, toujours visible de nos jours.

En 1908, Paul Lang crée une filature et un tissage à Hirsingue, sous le nom de Lang Frères, agrandis en 1912 et endommagés par un incendie le 23 février 1916.

Après la Première Guerre mondiale, l'Alsace redevenue française, la famille décide de réunir les usines de Nancy, de Waldighofen et de Hirsingue sous le nom de Établissements des fils d'Emanuel Lang. 

Jusqu'en 1962, la petite société familiale prospère et fait prospérer les régions où elle est installée. En 1963, elle rachète l'usine textile Schlumberger-Steiner située à Roppentzwiller, fondée par Camille Gabriel Schlumberger et Charles Frédéric Steiner.
En 1968, elle rachète l'usine de filature et de tissage Xavier Jourdain, fondée en 1827 et située à Altkirch. L'entreprise prend alors le nom de Siat et Lang. En 1971, l'usine Schlumberger-Steiner de Roppentzwiller ferme ses portes. L'entreprise se recentre alors sur les tissus de haute couture.

En 2003, la Société Industrielle Altkirchoise de Textile-Lang licencie, dans un premier temps, 87 employés sur 2 de ses 3 établissements puis deux mois plus tard 115 autres salariés des sites de Hirsingue et d'Altkirch.
 En 2005, l'entreprise, qui emploie encore 370 salariés, est placée en redressement judiciaire.

En 2006, une nouvelle procédure de dépôt de bilan est lancée à l'encontre de Siat et de ses 3 sites (Cernay, Hirsingue, Altkirch) et est placée sous administration judiciaire.
 
En 2007, afin d'apurer les dettes, l'usine SIAT d'Altkirch cesse toute activité et les ateliers sont démolis. L'entreprise, qui n'emploie plus que 173 salariés, se concentre sur Hirsingue, mais l'usine est scindée en deux entités : Siat et Lang pour la création et la vente de tissus et S&L Productions pour la teinture et le tissage.

En avril 2009, un incendie se déclare dans l'unité de production. En août, le tribunal de grande instance de Mulhouse prononce la liquidation des 2 entreprises. En octobre, le plan de reprise est accepté par le tribunal mais il s'accompagne de 90 licenciements supplémentaires. L'entreprise prend le nom de Virtuose SAS et reste à Hirsingue.

Après deux années positives, la flambée des cours du coton met l'entreprise de nouveau en difficulté. En décembre 2012, la municipalité d'Hirsingue propose une aide de 655 000 euros à travers une offre de leaseback.

En avril 2013, le tribunal de Mulhouse prononce la liquidation judiciaire de la société Virtuose et rejette le plan de reprise qui aurait pu sauver 35 des 58 emplois. En mai, 13 salariés font encore tourner l'usine d'Hirsingue afin d'honorer les dernières commandes et de fermer définitivement ses portes en juin 2013.

Le 5 juin 2013, la Cour d’appel de Colmar confirme la liquidation. Le 26 juin, une poignée de personnes employées par une société d’intérim assure la production d’une commande pour Mark & Spencer. Parallèlement, Pierre Schmitt et Christian Didier, les repreneurs potentiels, poursuivent leurs négociations pour pérenniser le redémarrage de l’entreprise qui reprend son nom historique d’Emanuel-Lang. Le 10 octobre 2013 a lieu la vente aux enchères des machines qui sera annulée à la suite des manifestations d’élus, d'ancien salariés et d'habitants. Le 18 octobre 2013, visite sur le site de Hirsingue du ministre du Redressement productif, Arnaud Montebourg, qui annonce la mobilisation des services de l’État pour permettre la reprise de l’entreprise par Pierre Schmitt. Le 21 novembre, le juge commissaire de la chambre commerciale accepte le rachat des actifs au prix de 1,510 million d’euros incluant l’ensemble du parc des machines, le stock de chemises, la marque et les brevets.

## Politique et administration

### Découpage territorial
La commune d'Altkirch est membre de la communauté de communes Sundgau, un établissement public de coopération intercommunale (EPCI) à fiscalité propre créé le 15 juin 2016 dont le siège est à Altkirch. Ce dernier est par ailleurs membre d'autres groupements intercommunaux.
Sur le plan administratif, elle est rattachée à l'arrondissement d'Altkirch, à la circonscription administrative de l'État du Haut-Rhin, en tant que circonscription administrative de l'État, et à la région Grand Est.
Sur le plan électoral, elle dépendait jusqu'en 2020 du  canton d'Altkirch pour l'élection des conseillers départementaux au sein du conseil départemental du Haut-Rhin. Depuis le 1er janvier 2021, elle dépend du même canton pour l'élection des conseillers d'Alsace au sein de la collectivité européenne d'Alsace.

### Tendances politiques et résultats
Lors du 2e tour de l'élection présidentielle à Altkirch, Emmanuel Macron (En Marche!) est en tête du scrutin, crédité de 64,33 % des suffrages. À la seconde place, Marine Le Pen (Front national) obtient un score de 35,67 %.
On observe un vote blanc à hauteur de 5,91 %.

### Liste des maires
| Période         | Période                    | Identité                                      | Étiquette       | Qualité |
| --------------- | -------------------------- | --------------------------------------------- | --------------- | --- |
| 1945            | mars 1952 (décès)          | Charles Édouard Amiot                         | MRP             | Militaire puis industriel Sénateur du Haut-Rhin (1946 → 1948) Conseiller général d'Altkirch (1945 → 1949) Président du conseil général du Haut-Rhin (1945 → 1949) Grand officier de la Légion d'honneur                                                         |
| mars 1952       | mars 1965                  | Eugène Holstein                               |                 | Greffier en chef Officier des Palmes académiques |
| mars 1965       | mars 1983                  | Raymond Muller                                | UDR puis RPR    | Médecin Conseiller régional d'Alsace (1976 → 1981) Conseiller général d'Altkirch (1967 → 1979) Président du District d'Altkirch (1973 → ?) Officier de la Légion d'honneur                                                                                      |
| mars 1983       | septembre 2017 (démission) | Jean-Luc Reitzer                              | RPR puis UMP-LR | Cadre d'entreprise Député du Haut-Rhin (3e circ.) (1988 → 2022) Conseiller régional d'Alsace (1986 → 1988) Conseiller général d'Altkirch (1979 → 2002) Vice-président du conseil général du Haut-Rhin (1998 → 2001) Président de la CC d'Altkirch (2001 → 2016) |
| septembre 2017, | En cours (au 11 mars 2022) | Nicolas Jander Réélu pour le mandat 2020-2026 | UDI puis HOR    | Avocat Conseiller départemental d'Altkirch (2015 → 2021) Conseiller d'Alsace (2021 → ) 3e vice-président du conseil d'Alsace (2021 → ) 1er vice-président de la CC Sundgau (2017 → )                                                                            |

### Finances locales
Cette sous-section présente la situation des finances communales d'Altkirch,.
Pour l'exercice 2013, le compte administratif du budget municipal d'Altkirch s'établit à  10 893 000 € en dépenses et 10 869 000 € en recettes :
En 2013, la section de fonctionnement se répartit en 7 026 000 €  de charges (1 183 € par habitant) pour 7 870 000 € de produits (1 325 € par habitant), soit un solde de 843 000 € (142 € par habitant), :
- le principal pôle de dépenses de fonctionnement est celui des charges de personnels[Note 9] pour une somme de 3 060 000 € (44 %), soit 515 € par habitant, ratio voisin de la valeur moyenne de la strate. Pour la période allant de 2009 à 2013, ce ratio fluctue et présente un minimum de 482 € par habitant en 2011 et un maximum de 521 € par habitant en 2010 ;
- la plus grande part des recettes est constituée des impôts locaux[Note 10] pour une valeur totale de 4 723 000 € (60 %), soit 795 € par habitant, ratio supérieur de 19 % à la valeur moyenne pour les communes de la même strate (666 € par habitant). Sur la période 2009 - 2013, ce ratio fluctue et présente un minimum de 724 € par habitant en 2011 et un maximum de 795 € par habitant en 2013.

Les taux des taxes ci-dessous sont votés par la municipalité d'Altkirch. Ils ont varié de la façon suivante par rapport à 2012 :
- la taxe d'habitation égale 21,48 % ;
- la taxe foncière sur le bâti constante 12,10 % ;
- celle sur le non bâti constante 55,19 %.

La section investissement se répartit en emplois et ressources. Pour 2013, les emplois comprennent par ordre d'importance :
- des dépenses d'équipement[Note 12] pour une somme de 2 800 000 € (72 %), soit 472 € par habitant, ratio voisin de la valeur moyenne de la strate. En partant de 2009 et jusqu'à 2013, ce ratio fluctue et présente un minimum de 212 € par habitant en 2010 et un maximum de 476 € par habitant en 2009 ;
- des remboursements d'emprunts[Note 13] pour une somme de 1 067 000 € (28 %), soit 180 € par habitant, ratio supérieur de 82 % à la valeur moyenne pour les communes de la même strate (99 € par habitant).

Les ressources en investissement d'Altkirch se répartissent principalement en :
- nouvelles dettes pour une valeur de 1 500 000 € (50 %), soit 253 € par habitant, ratio supérieur de 158 % à la valeur moyenne pour les communes de la même strate (98 € par habitant). Depuis 5 ans, ce ratio fluctue et présente un minimum de 0 € par habitant en 2011 et un maximum de 370 € par habitant en 2012 ;
- fonds de Compensation pour la TVA pour une valeur de 265 000 € (9 %), soit 45 € par habitant, ratio voisin de la valeur moyenne de la strate.

L'endettement d'Altkirch au 31 décembre 2013 peut s'évaluer à partir de trois critères : l'encours de la dette, l'annuité de la dette et sa capacité de désendettement :
- l'encours de la dette pour  13 872 000 €, soit 2 336 € par habitant, ratio supérieur de 109 % à la valeur moyenne pour les communes de la même strate (1 116 € par habitant). En partant de 2009 et jusqu'à 2013, ce ratio fluctue et présente un minimum de 2 233 € par habitant en 2011 et un maximum de 2 577 € par habitant en 2009[A2 5] ;
- l'annuité de la dette pour  1 654 000 €, soit 279 € par habitant, ratio supérieur de 98 % à la valeur moyenne pour les communes de la même strate (141 € par habitant). Depuis 5 ans, ce ratio fluctue et présente un minimum de 233 € par habitant en 2011 et un maximum de 460 € par habitant en 2009[A2 5] ;
- la capacité d'autofinancement (CAF) pour une valeur de 1 141 000 €, soit 192 € par habitant, ratio inférieur de 14 % à la valeur moyenne pour les communes de la même strate (223 € par habitant). Sur les 5 dernières années, ce ratio fluctue et présente un minimum de 135 € par habitant en 2009 et un maximum de 243 € par habitant en 2011[A2 6]. La capacité de désendettement est d'environ 12 années en 2013. Sur une période de 14 années, ce ratio présente un minimum d'environ 7 années en 2002 et un maximum élevé d'un montant de 23 années en 2007.

### Budget et fiscalité 2020
En 2020, le budget de la commune était constitué ainsi :
- total des produits de fonctionnement : 8 424 000 €, soit 1 435 € par habitant ;
- total des charges de fonctionnement : 7 119 000 €, soit 1 213 € par habitant ;
- total des ressources d'investissement : 3 128 000 €, soit 533 € par habitant ;
- total des emplois d'investissement : 2 746 000 €, soit 468 € par habitant ;
- endettement : 12 089 000 €, soit 2 059 € par habitant.

Avec les taux de fiscalité suivants :
- taxe d'habitation : 22,77 % ;
- taxe foncière sur les propriétés bâties : 12,57 % ;
- taxe foncière sur les propriétés non bâties : 58,50 % ;
- taxe additionnelle à la taxe foncière sur les propriétés non bâties : 0,00 % ;
- cotisation foncière des entreprises : 0,00 %.

Chiffres clés Revenus et pauvreté des ménages en 2019 : médiane en 2019 du revenu disponible, par unité de consommation : 22 460 €.

### Jumelages
- Le Thor (France) depuis 1991 ;
- San Daniele del Friuli (Italie) depuis 1994 ;
- Fizouli (Azerbaïdjan) depuis 2016[53],[54].

## Équipements et services publics

### Enseignement
Établissements d'enseignement :
- écoles maternelles et primaires,
- collège Lucien-Herr,
- lycées[56] : la ville d'Altkirch a aussi un lycée public d'enseignement secondaire, le lycée Jean-Jacques-Henner.

### Santé
Établissements et professionnels de santé :
- Centres hospitaliers à Altkirch et Dannemarie,
- Pharmacies,
- Médecins.

## Population et société

### Démographie

#### Évolution démographique
L'évolution du nombre d'habitants est connue à travers les recensements de la population effectués dans la commune depuis 1793. Pour les communes de moins de 10 000 habitants, une enquête de recensement portant sur toute la population est réalisée tous les cinq ans, les populations de référence des années intermédiaires étant quant à elles estimées par interpolation ou extrapolation. Pour la commune, le premier recensement exhaustif entrant dans le cadre du nouveau dispositif a été réalisé en 2004.

En 2022, la commune comptait 5 575 habitants, en évolution de −3,46 % par rapport à 2016 (Haut-Rhin : +0,66 %, France hors Mayotte : +2,11 %).
| 1793  | 1800  | 1806  | 1821  | 1831  | 1836  | 1841  | 1846  | 1851  |
| ----- | ----- | ----- | ----- | ----- | ----- | ----- | ----- | ----- |
| 1 814 | 1 625 | 2 184 | 2 215 | 2 819 | 3 028 | 3 207 | 3 495 | 3 611 |

| 1856  | 1861  | 1866  | 1871  | 1875  | 1880  | 1885  | 1890  | 1895  |
| ----- | ----- | ----- | ----- | ----- | ----- | ----- | ----- | ----- |
| 3 414 | 3 224 | 3 193 | 2 933 | 3 007 | 3 100 | 3 242 | 3 402 | 3 315 |

| 1900  | 1905  | 1910  | 1921  | 1926  | 1931  | 1936  | 1946  | 1954  |
| ----- | ----- | ----- | ----- | ----- | ----- | ----- | ----- | ----- |
| 3 298 | 3 392 | 3 491 | 3 008 | 3 680 | 3 614 | 3 525 | 3 807 | 4 544 |

| 1962  | 1968  | 1975  | 1982  | 1990  | 1999  | 2004  | 2006  | 2009  |
| ----- | ----- | ----- | ----- | ----- | ----- | ----- | ----- | ----- |
| 4 246 | 5 118 | 5 319 | 5 268 | 5 090 | 5 386 | 5 526 | 5 575 | 5 774 |

| 2014  | 2019  | 2022  | - | - | - | - | - | - |
| ----- | ----- | ----- | - | - | - | - | - | - |
| 5 738 | 5 659 | 5 575 | - | - | - | - | - | - |

### Manifestations culturelles et festivités

#### KKO Festival
Le KKO Festival organise toute l'année, dans le cadre de l'association du Forum des Jeunes, plusieurs manifestations culturelles et artistiques dans la ville (installations intérieures et extérieures, résidences d'artistes, festival du court-métrage d'Altkirch depuis 2001…).

#### Festival de l'amitié
Depuis 2006, un week-end au mois de juin, se déroule un festival de l'amitié organisé par plusieurs sponsors. Il s'agit d'un concert gratuit.

#### Fanfare

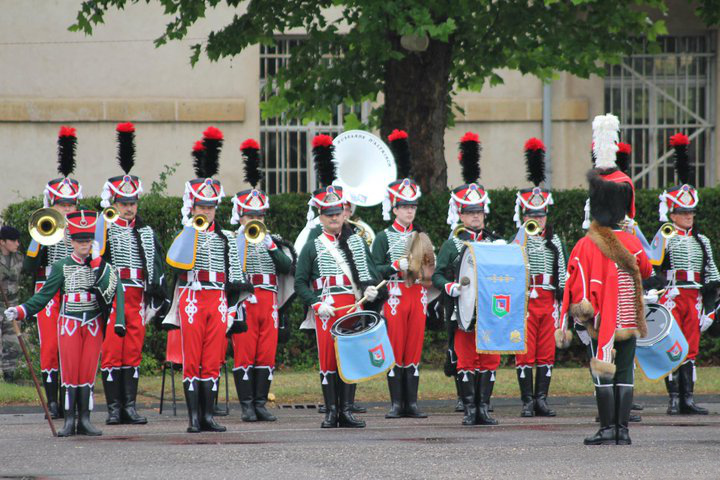
Fanfare des Hussards d'Altkirch (nouveaux uniformes réalisés en 2011 par les Ateliers du Chat Botté, selon l'ordonnance d'habillement du régiment vers 1810).

Le 11 novembre 2000, la Fanfare de cavalerie du 8e régiment de hussards recréée sous forme associative avec l'appellation « Fanfare des Hussards d'Altkirch ». Elle est l'une des toutes dernières fanfares de cavalerie traditionnelle de France. Cette formation est composée d'une vingtaine de nostalgiques et anciens musiciens appelés ou engagés, venant des quatre coins du département.

### Sports et loisirs

#### Groupe SGDF Altkirch
Le groupe d'Altkirch est un groupe scout actif dans la commune depuis 1933. Les scouts d'Altkirch participent aux manifestations associatifs et culturelles dans la ville.

#### US Altkirch
Le club de handball de l'Union sportive Altkirch a notamment évolué 10 saisons en championnat de France entre 1969 et 1981.

### Cultes
- Culte catholique[64], archidiocèse de Strasbourg[65].

## Économie

### Entreprises et commerces

#### Agriculture
- Productions : végétale, animale[66].
- Agriculture biologique.

#### Tourisme
- Restaurants.
- Camping.

#### Commerces
- La ville compte une cimenterie du groupe suisse Holcim[67].
- Commerces de proximité : boulangeries-pâtisseries, boucherie-charcuterie...

### Recensement du patrimoine lié à l'activité de la ville
- Ancien moulin de la ville, 36 rue de France[68].
- Ancien moulin 6 rue du Moulin[69].
- Moulin de l'Ill, 25 rue Saint-Morand[70].
- Usine de céramique de la compagnie Charles Hanser[71].
- Immeuble Nansé-Winter[72].
- Demeure, villa et bureaux Gilardoni[73],[74].
- Relais de poste[75].
- Halle aux blés[76].
- Hôpital Saint-Morand[77].
- La gare d'Altkirch.

## Culture locale et patrimoine

### Lieux et monuments

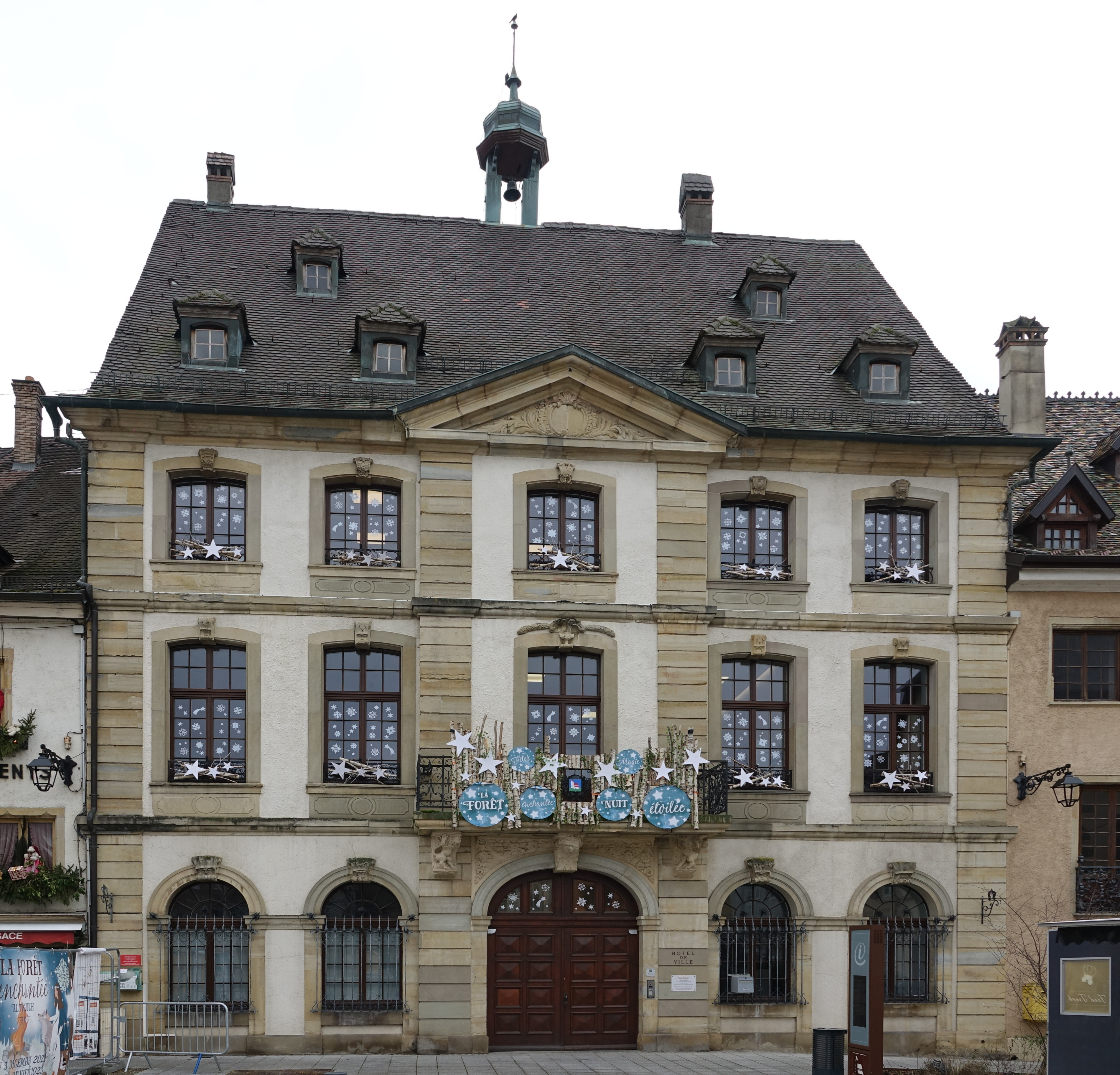
L'hôtel de ville.

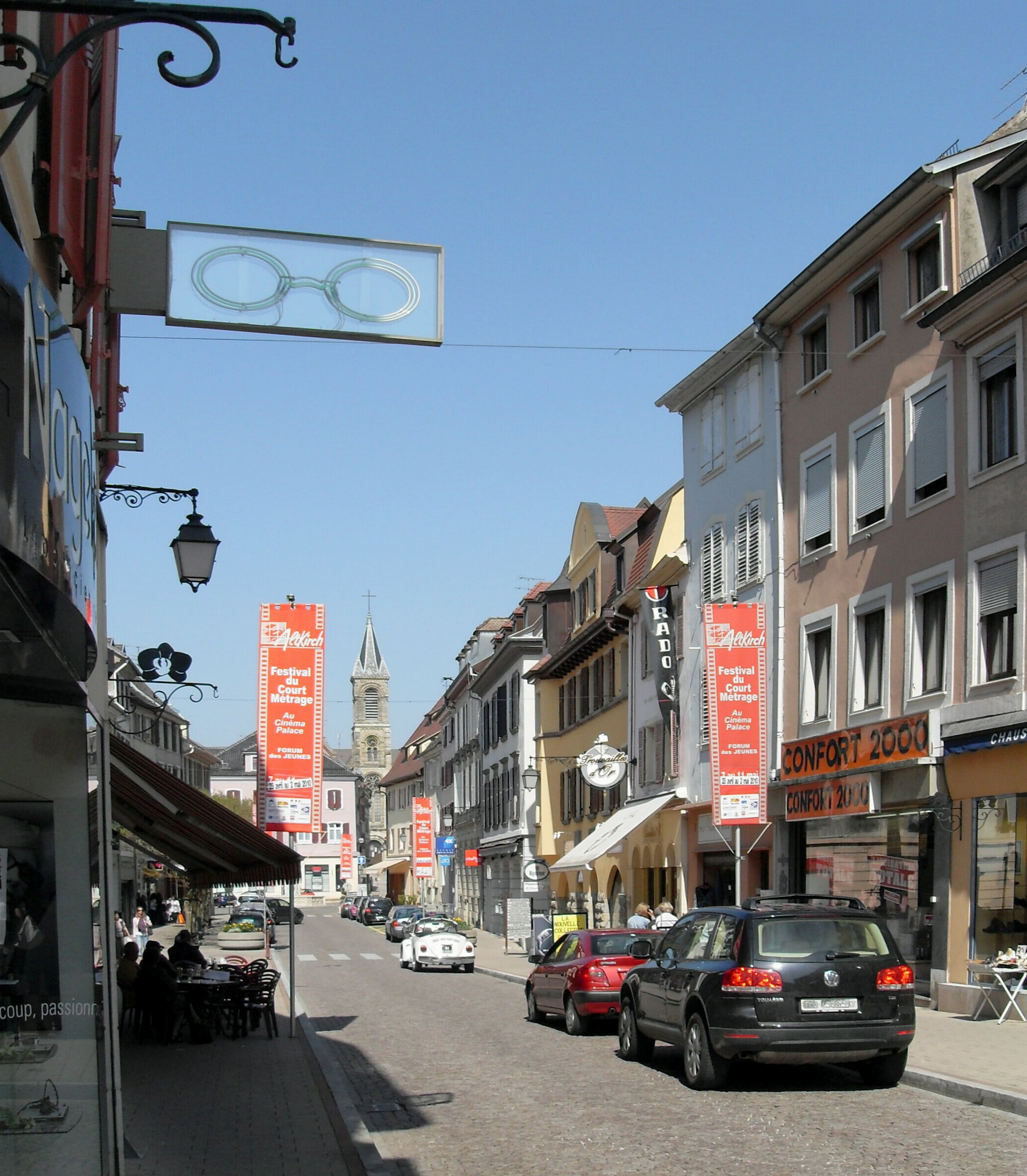
Rue du Général-de-Gaulle.

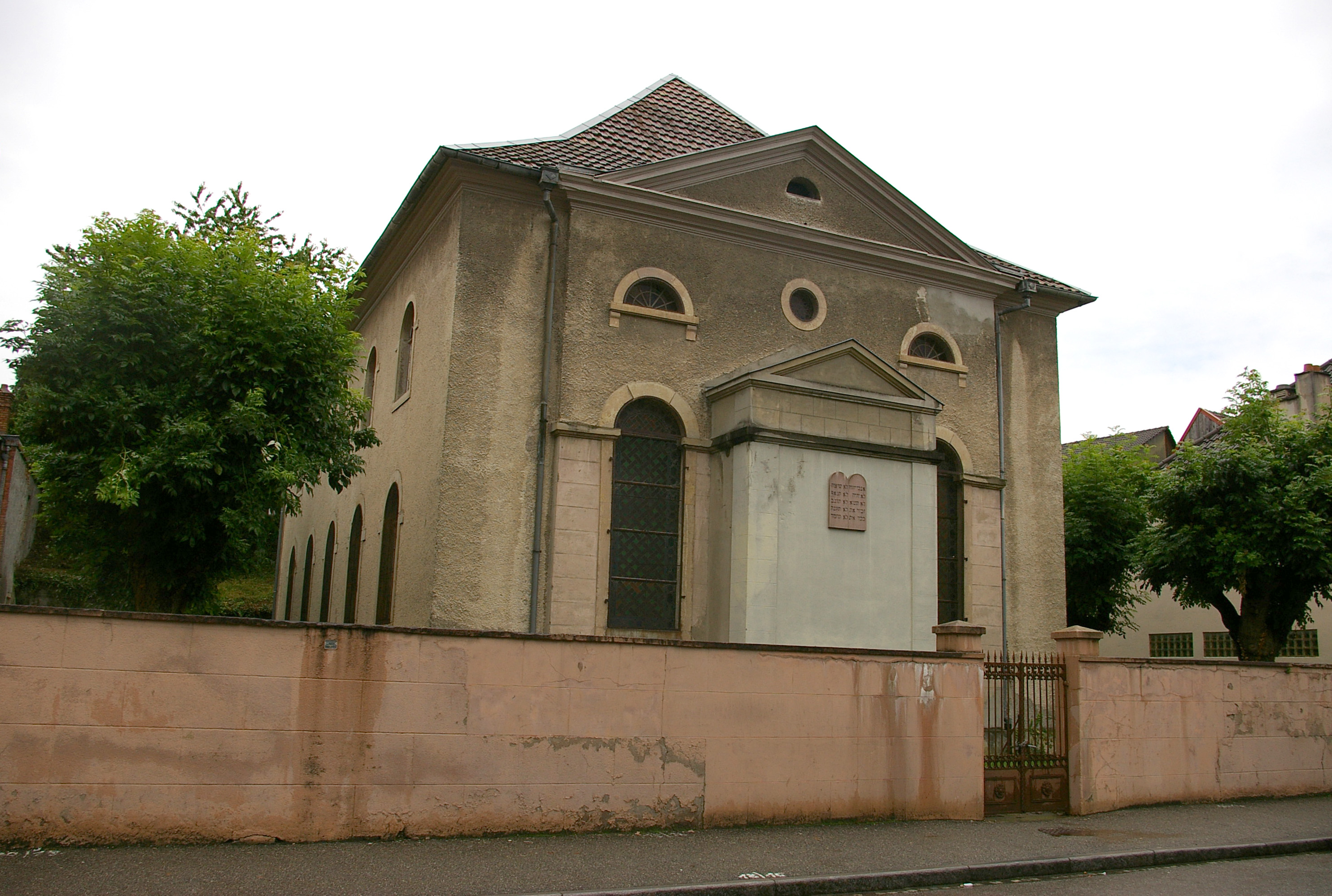
Synagogue d'Altkirch.

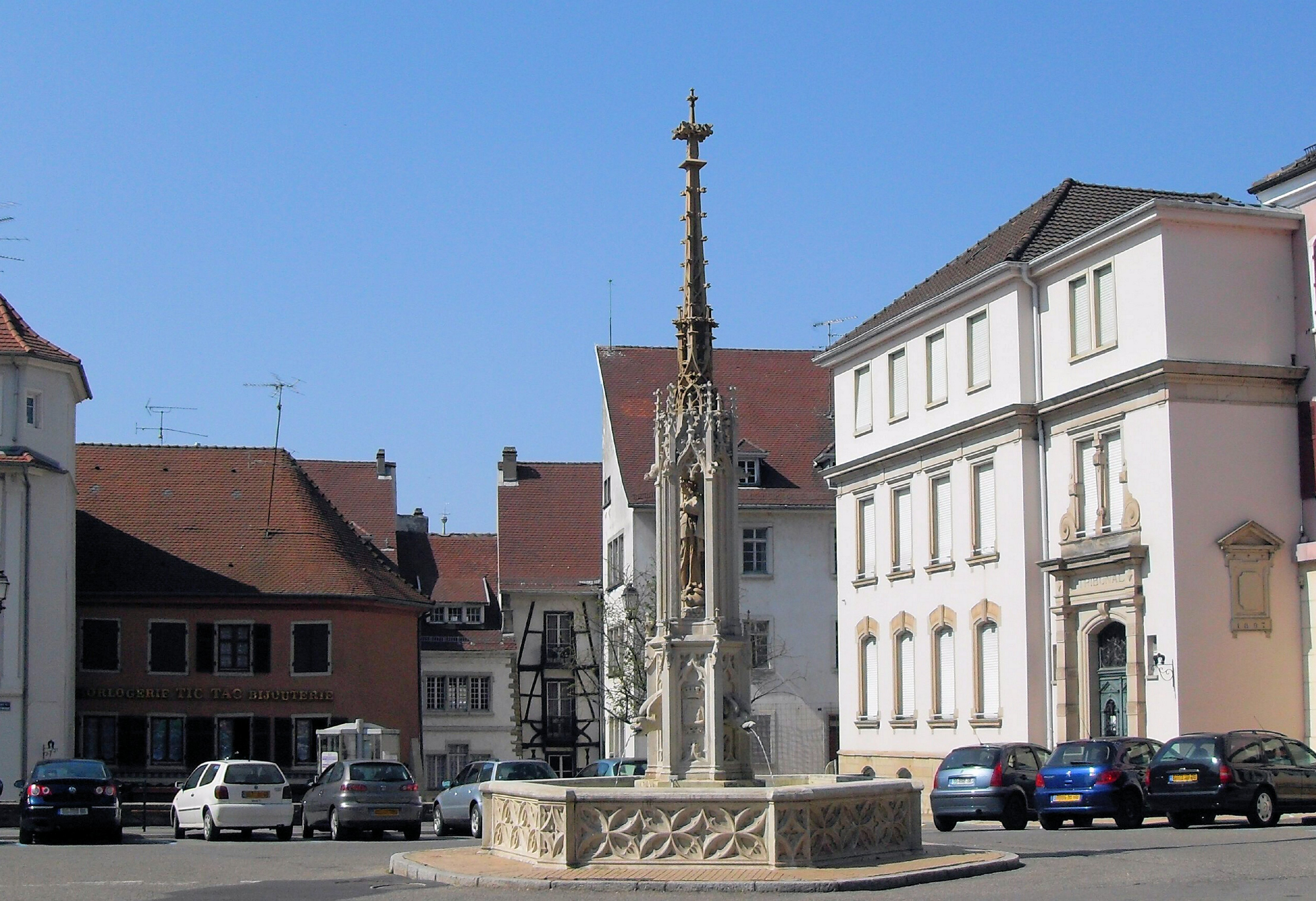
Fontaine de la Vierge.

#### Fortifications
La ville est fortifiée à l’époque du comte Frédéric II de Ferrette, au plus tard en 1215. L’enceinte prend la forme d’un rectangle de 300 m sur 100 m, qui enserre la vieille ville. La majeure partie de l’enceinte a disparu en élévation, mais reste visible dans l’alignement des maisons et dans l’aspect de certaines façades. Des deux portes d’origine n’est conservée que celle de l’ouest, dite « porte de Belfort » ou « Vieille Porte ». Seul un pilier subsiste de la porte orientale, dite « porte de Bâle » ou « porte de Huningue », tandis que la troisième porte, dite « porte neuve », ouverte du côté sud en 1754 a entièrement disparu. Trois tours sont conservées : une tour d’angle au sud-est, dite « tour Bloch », une tour d’intervalle située au sud, qui a été utilisée comme prison et une autre tour d’intervalle placée sur la courtine ouest, dite « Schlaghaus ». Toutes ces tours circulaires datent probablement du XIIIe siècle, mais ont fait l’objet de remaniement, notamment pour les adapter à l’artillerie au XVIe siècle,.
Le château se trouvait à l’emplacement de l’église Notre-Dame. Il a été bâti au plus tard au début du XIIIe siècle, mais existait peut être déjà longtemps auparavant. Dans sa forme finale, il comportait un grand donjon rond et une enceinte dotée d’au moins deux tours circulaires, tandis qu’un fossé franchissable par un pont-levis le séparait de la ville. La majeure partie du château a été détruite en 1845 pour construire une nouvelle église, il n’en subsiste qu’un petit élément, transformé en maison d’habitation, du côté nord,.

#### Patrimoine religieux
- Le prieuré Saint-Morand[82].
- L'église Saint-Morand[83],[84].
- La chapelle oratoire Saint-Morand[85] : au premier étage de l'hôpital Saint-Morand se trouverait l’ancienne cellule du saint, une petite pièce de 5 mètres sur 6, que les Jésuites remanièrent lors de la reconstruction du couvent. La cellule est devenue une chapelle aux murs et au plafond recouverts de fresques baroques. La plus grande, « l'Ascension de Sain-Morand », représente le saint montant au ciel. Elle a été peinte au plafond de la chapelle baroque Saint-Morand par Giuseppe Appiani.
- La chapelle du Repos-de-Saint-Morand[86].
- L'église Notre-Dame de l'Assomption[87] a été conçue par l'architecte Louis-Michel Boltz[88] et ses orgues actuelles de Joseph Rinckenbach[89],[90].
- Le cimetière Saint-Morand[91],[92],[93].
- La synagogue d'Altkirch, 2e quart XIXe siècle (1834)[94],[95],[96].
- Le cimetière juif[97].
- Le temple de réformés[98], et ses orgues[99].
- Le cimetière militaire[100].
- La fontaine de la Vierge[101],[102] : sur la place de la République, face aux deux bâtiments renaissance de la mairie et du musée sundgauvien, se trouve une fontaine dessinée par Charles Gutzwiller, maître de dessin de Jean-Jacques Henner. Au centre de cette fontaine, on peut admirer une statue de la vierge datant du Moyen Âge[103]. Cette statue a été sculptée en l'honneur d'une apparition de la Vierge qui a fait fuir les assaillants de la ville.

#### Autres lieux et patrimoines
- Le Musée sundgauvien d'Altkirch retrace l'histoire du Sundgau et de la ville d'Altkirch. Situé juste à côté de l'hôtel de ville, dans un bâtiment de la Renaissance ayant appartenu au bailli d'Altkirch[104], il présente des maquettes d'Altkirch à travers les temps, des costumes d'époque, des œuvres d'art d'artistes réputés locaux (Jean-Jacques Henner, Léon Lehmann, etc.)[105].

- Le CRAC Alsace, Centre rhénan d'art contemporain, est un centre d'art contemporain consacré à la recherche et à la création qui, à travers la conception d’expositions, d’éditions et d’actions spécifiques de médiation, s’attache à soutenir la production artistique en favorisant la rencontre entre le public, les artistes et les œuvres. Fondé en 1992 dans l'ancien lycée d'Altkirch, il accueille 3 expositions par an. Le CRAC Alsace est labellisé « centre d'art contemporain d'intérêt national » par le Ministère de la Culture[106].
- La maison au 9, rue Hommaire-de-Hell.
- La Forêt enchantée d'Altkirch prend forme au début du mois de décembre et s'achève au début du mois de janvier. Elle occupe une grande partie de la ville et met en scène les différentes légendes sundgauviennes à travers des personnages de grandes tailles. Le spectacle est doublé d'un éclairage qui valorise la scène et de bandes sons en plusieurs langues qui racontent les légendes du Sundgau et de la région.
- La grotte aux lucioles[107].

### Personnalités liées à la commune

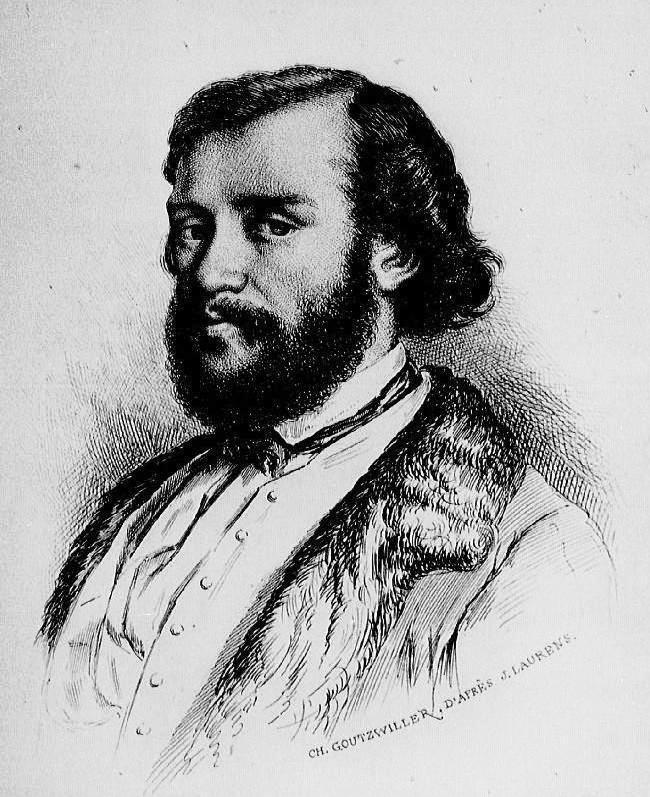
Le géographe Xavier Hommaire de Hell, né à Altkirch en 1812.

- Morand de Cluny (? - 1115), saint patron de la vigne et du vin, fondateur du prieuré Saint-Morand.
- Jean-Adam Pflieger, l'aîné (1744-1801), maire d'Altkirch (1790, 1791-1792), député aux États généraux de 1789, à l'Assemblée nationale constituante (1789-1791), conventionnel (1792-1795) et membre du Conseil des Cinq-Cents (1795-1798).
- François Joseph Ritter, homme politique français de la Révolution française.
- Jean-Adam Pflieger le Jeune (1775-1846), homme politique né à Altkirch.
- Charles Goutzwiller (1810 ou  1819-1900), artiste et historien de l'art né à Altkirch.
- Paul Ackermann (1812-1846), linguiste né à Altkirch.
- Xavier Hommaire de Hell (1812-1848), ingénieur, géologue et géographe.
- Charles Pflieger (1817-1877), homme politique né à Altkirch, député du Haut-Rhin.
- Charles Cassal (1818-1885), maire d'Altkirch sous la Deuxième République, député « montagnard » en 1849-1851.
- Eugène Gluck (1820-1898), peintre né à Altkirch.
- Joseph et Xavier Gilardoni, fondateurs de la tuilerie Gilardoni et inventeurs de la tuile mécanique en 1841.
- Lucien Herr (1864-1926), intellectuel et pionnier du socialisme français, né à Altkirch.
- Félix Voulot (1865-1926), sculpteur né à Altkirch.
- Léon Lehmann (1873-1953), peintre né et mort à Altkirch.
- Paul Jourdain (1878-1948), homme politique né à Altkirch.
- Gustave Burger (1878-1927), homme politique né à Altkirch.
- Charles Édouard Amiot (1882-1952), industriel et maire de la ville.
- Arthur Schachenmann (1893-1978), peintre né à Altkirch.
- Jules Kaufmann (1895-1968), peintre paysagiste né à Altkirch.
- Jean-Luc Reitzer (1951-), maire de la ville, député.
- Jean-Clet Martin (1958-), philosophe critique.
- Cathy Muller, (1962-), pilote automobile française.
- Yvan Muller (1969-), pilote automobile né à Altkirch.
- Hugo Hofstetter (1994-), coureur cycliste né et formé à Altkirch.

### Héraldique
| Blason d'Altkirch | Les armes d'Altkirch se blasonnent ainsi : « D'azur à l'église d'argent flanquée à dextre d'un clocher à bâtière du même sommé d'une croisette d'or, le tout maçonné de sable, essoré de gueules, ouvert et ajouré du champ, posé sur une terrasse de sinople. » |